# Gherghița
Gherghița es una comuna ubicada en el distrito de Prahova, Rumania.

## Superficie
Posee una superficie de 34,70 kilómetros cuadrados.

## Demografía
Hasta 2021 la población era de 1918 habitantes, con una densidad de población de 55,27 habitantes por kilómetro cuadrado.